# Gastkirche Recklinghausen

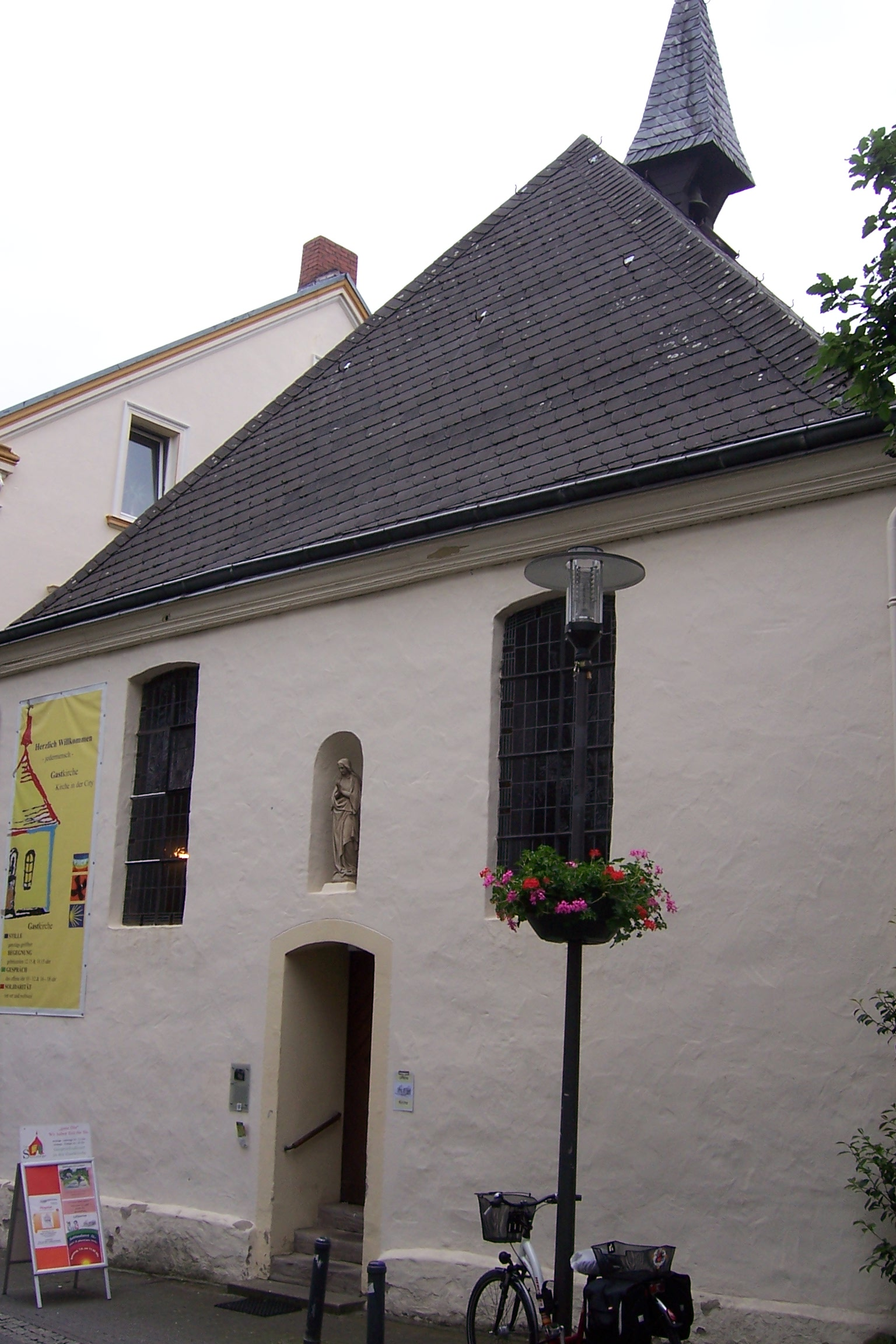
Die straßenseitige Fassade der Gastkirche.

Die Gastkirche ist ein denkmalgeschütztes Kirchengebäude in Recklinghausen, in Nordrhein-Westfalen. Sie war Bestandteil eines Armengasthauses, wie es in Europa viele gab. Im Hl. Römischen Reich sind in verschiedenen Städten über 350 Hospitäler zum Hl. Geist nachweisbar.

## Geschichte
Die Kapelle des hilligen gestes huse, das seit 1403 belegt ist, wurde 1420 als dat hilligen Geisthus und hospitael und 1474 als Capella hospitalis genannt. Gasthaus und Gastkirche verdanken ihre Entstehung Bürgersinn und christlicher Frömmigkeit. Die erste überlieferte Stiftungsurkunde des Ehepaares Gesa und Gerd Scheper dokumentiert die Übergabe eines Grundstückes an das Heilig-Geist-Hospital zum Seelentrost der Vorfahren und zum Seelenheil der Spender. Zentrale Jesusworte verbinden Gottes- und Menschen: Was Ihr für einen der geringsten meiner Brüder getan habt, das habt Ihr mir getan, heißt es an einer bedeutenden Stelle bei Mt 25,35-40, deren Thema das Endgericht ist. Dieses Evangelium ist Grundlage der christlichen Tradition der Werke der Barmherzigkeit (Durstige tränken, Fremde beherbergen, Gefangene erlösen, Hungrige speisen, Kranke besuchen, Nackte bekleiden). Aus dieser Verbindung des Gedankens der Begegnung mit Christus in den Ärmsten und der Gewichtung der Werke der Barmherzigkeit beim Endgericht entstand eine lange
Stiftungskultur. In Recklinghausen waren Bürgertum und Kleriker ihre Träger. Begünstigte waren vor allem mittellose Menschen, die im Armengasthaus Wohnung fanden und durch die Naturalabgaben und Zinsstiftungen finanziert wurden. Unterstützung fanden auch Opfer von häufigen Brandkatastrophen der Stadt. 1735 wurde das marode Gottes armen hauß aus Steinen der alten Stadtmauer neu errichtet; 1932 erfolgte der heute noch existierende Backsteinbau. Mit der Einweihung erfolgte die Neuausrichtung als Altenheim für mittellose Frauen. Die Franziskusschwestern, die nun die Pflege übernahmen, hatten bereits 1919 mit dem Aufbau der Familienpflege in der Stadt zum Aufbau der sozialen Infrastruktur im Strukturwandel zur Industriestadt beigetragen.
1978 wurde der mittelalterliche, umfassendere Gedanke der Spitalbewegung wieder aufgegriffen und Gasthaus und Gastkirche wurden auf Initiative der Münsteraner Canisianer neu belebt. Sie wurden von den Schwestern der Ordensgemeinschaft der Missionsschwestern vom Heiligsten Herzen Jesu aus Hiltrup und von einem Diözesanpriester unterstützt. Eine tägliche Essensausgabe für Bedürftige und eine Flüchtlingshilfe wurden eingerichtet. Die Knastgruppe hilft Strafgefangenen, an alte Pilgertraditionen wurde angeknüpft, Gesprächspartner für viele problematische Lebenslagen stehen zur Verfügung. Der globalen Herausforderung stellen sich Eine-Welt-Kreis und WELTladen an der Steinstraße. Der kleine Platz zwischen der Gastkirche und dem Gasthaus ist seit 2018 nach Erzbischof Óscar Romero benannt: Oscar-Romero-Platz.

## Architektur
Die dem Hl. Geist geweihte Kirche ist die kleinste in Recklinghausen. Der schlichte verputzte Saal ist mit einem Walmdach gedeckt, auf dem ein Dachreiter sitzt. Das Dach wurde um 1700 erneuert und die Fenster im 18. Jahrhundert barock verändert; dabei wurden die spätgotischen Maßwerke zugemauert. Im Innenraum ruht auf noch auf dem spätmittelalterlichen Unterzug aus Eiche, der von Ständern gestützt wird, die flache Decke. Archäologische Untersuchung 1982/83 haben zu dem Ergebnis geführt, dass es sich bei der Bausubstanz noch um die ursprüngliche spätmittelalterliche Kapelle handelt, in der die Bewohner ihre täglichen Gebete verrichteten.

## Ausstattung
Die Gastkirche beherbergt drei Altäre. Der mittlere Altar ist den Heiligen Fabian, Sebastian und Gertrud geweiht. Der Stipes des Hoch- und der des Marienaltares wurde jeweils im 15. Jahrhundert gebaut, der des Kreuzaltares ist nicht ganz so alt. Der Marienaltar enthält eine Madonna aus dem 15. Jahrhundert in einem Schrein aus eisernem Gitter stehend und der Aufbau des Kreuzaltares ist aus 17. Jahrhundert, während das steinerne Relief, das Hauptbild, spätgotisch ist. Die ursprüngliche Fassung des Reliefs am barocken Aufbau des Hauptaltares wurde 1983 freigelegt. An der östlichen Wand sind die Reste zweier Wandbilder mit den Darstellungen des hl. Christophorus und der Kreuztragung Christi erhalten. Das Christophorusgemälde wurde im 3. Viertel des 15. Jahrhunderts und die Kreuztragung im 4. Viertel des 15. Jahrhunderts gemalt. Beide Bilder wurden 1983 restauriert. Der Zelebrationsaltar ist aus Säulen der barocken Kommunionbank erstellt worden, während man das massive Mittelteil derselben zu einem Ambo umbauen ließ.
Die Muttergottesfigur aus Eiche wurde im 4. Viertel des 15. Jahrhunderts geschnitzt, Schleier und Krone wurden im 19. Jahrhundert zugefügt. Die Figur steht hinter einem eisernen Gitterbehälter, der 1778 geschmiedet wurde. Der gemalte Kreuzweg stammt aus der Zeit um 1800.
Die Glocke wurde im 15. Jahrhundert gegossen, sie klingt -h 2.

## Johannes-XXIII.-Preis
Kirche und Gasthaus erhielten 2013 den Johannes-XXIII.-Preis, der von der Friedensbewegung Pax Christi verliehen wird. Das geistliche Zentrum wurde „für sein Engagement für Frieden, Gerechtigkeit und die Bewahrung der Schöpfung in großer Menschlichkeit und somit für seine besondere Leistung im Sinne des Zweiten Vatikanischen Konzils und von Papst Johannes XXIII. ausgezeichnet.“